# Chuột voi đồi
Chuột voi đồi còn được gọi là nhím lông mềm hay chuột voi (tiếng Mường), có tên khoa học là Hylomys suillus, là một loài thú thuộc bộ Ăn sâu bọ.
Loài chuột voi này được phát hiện ở Đông Nam Á. Đây là loài chuột lớn, con trưởng thành dài khoảng 10 cm đến 15 cm, thức ăn của chúng là sâu bọ và các động vật nhỏ.

## Hình ảnh

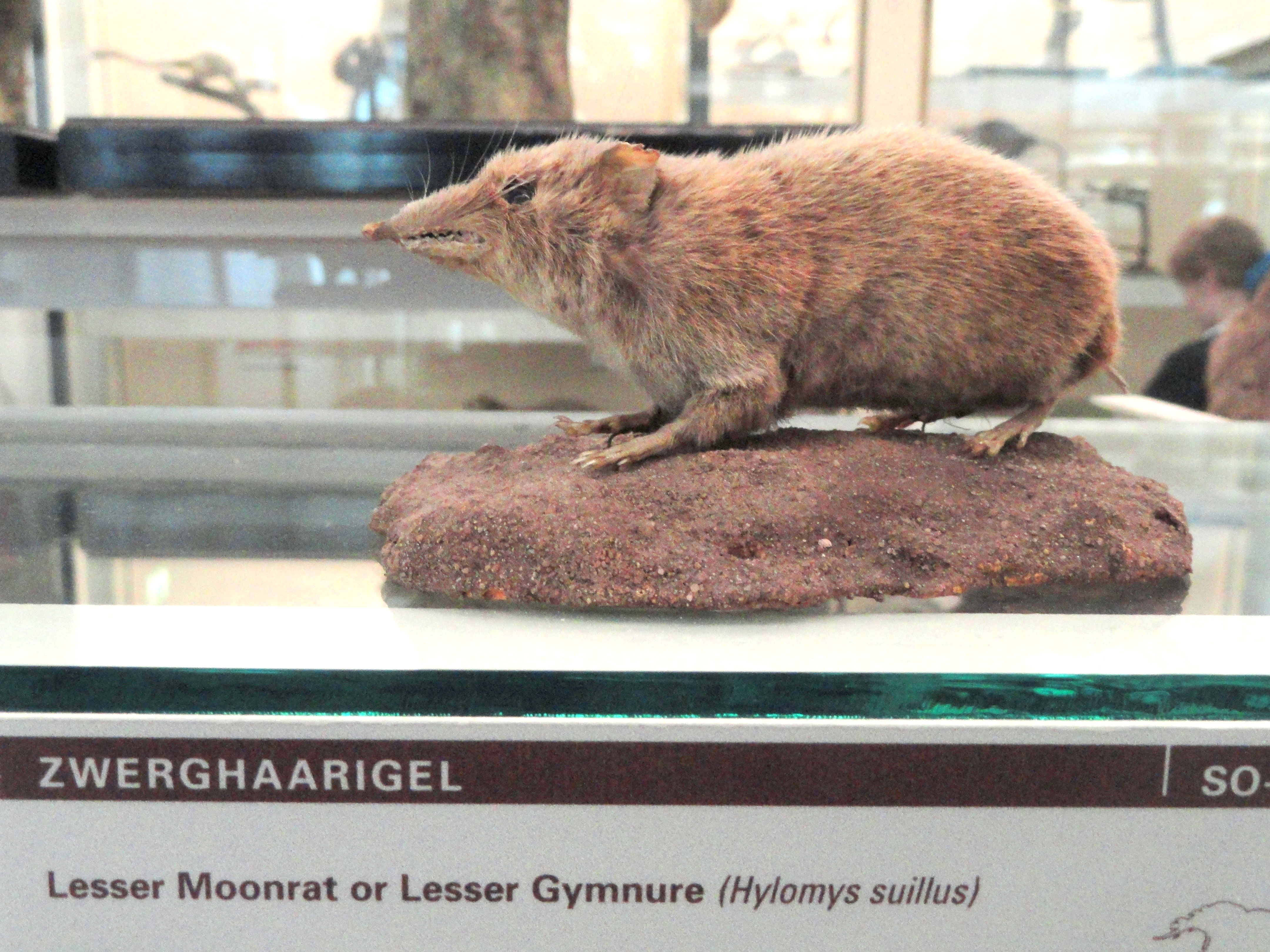